# Église Santa Maria Addolorata a piazza Buenos Aires
L'église Santa Maria Addolorata a piazza Buenos Aires (en français : église Notre-Dame-des-Douleurs de la place de Buenos Aires) est une église romaine située dans le quartier Trieste. Elle fut construite de 1910 à 1930 et dédiée à Marie.

## Historique
L'église fut fondée par un prêtre argentin, José León Gallardo, grâce aux dons des évêques argentins. C'est la première église nationale sud-américaine à Rome. La première pierre en fut posée le 1er juillet 1910, jour du centenaire de l'indépendance de l'Argentine, en présence de l'épouse du président argentin Roque Sáenz Peña. L'église ne fut officiellement inaugurée que le 1er novembre 1930. Administrée jusqu'en 1965 par les pères mercédaires, l'église est gérée depuis par le clergé argentin. Elle dépend directement de la Conférence épiscopale argentine.
La chapelle à droite de l'abside abrite une représentation de Notre-Dame de Luján, patronne de l'Argentine et les drapeaux des provinces du pays.
Depuis 1967, elle porte le titre cardinalice Beata Vergine Maria Addolorata a Piazza Buenos Aires institué par le pape Paul VI.

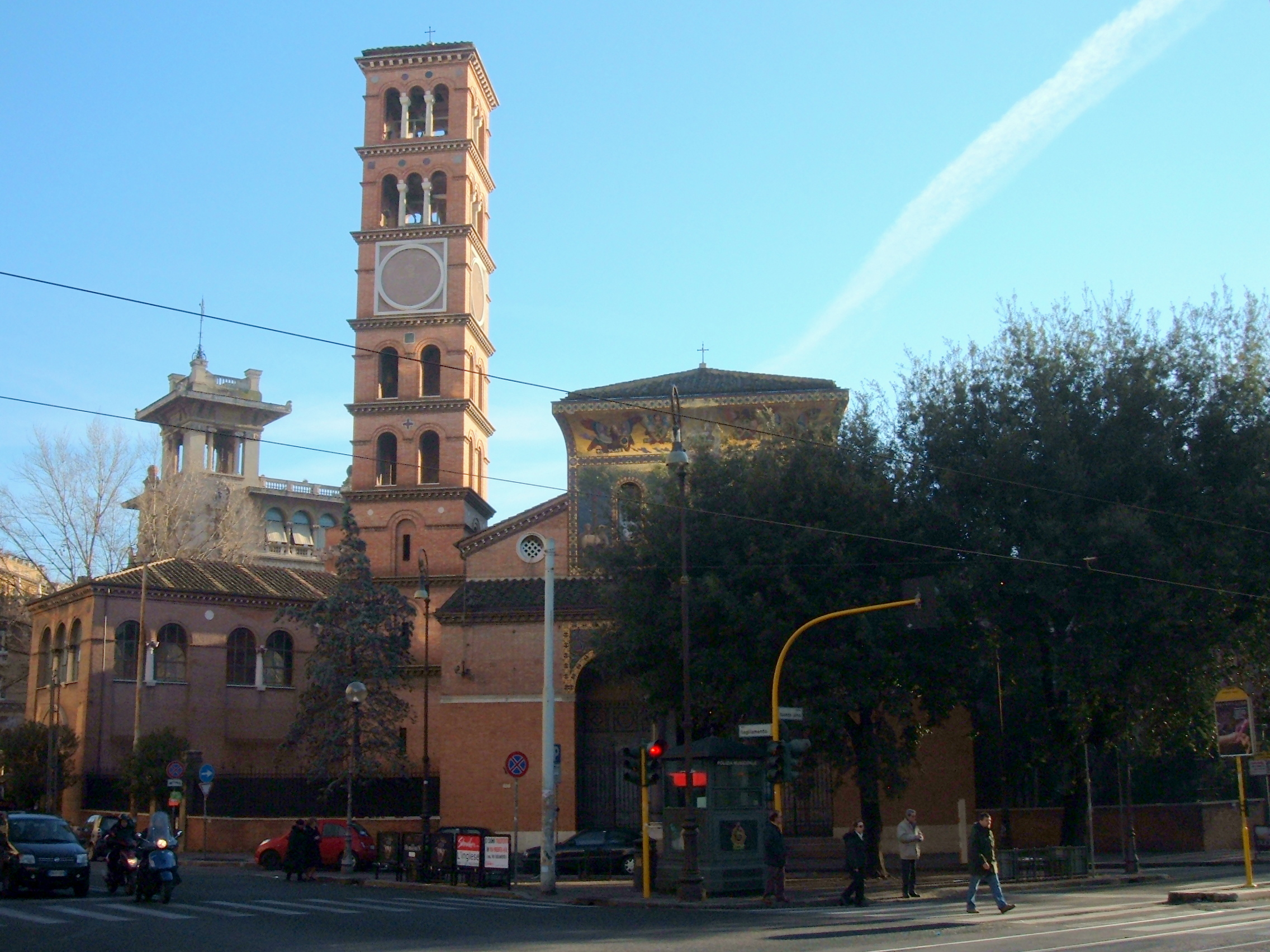
Vue générale.
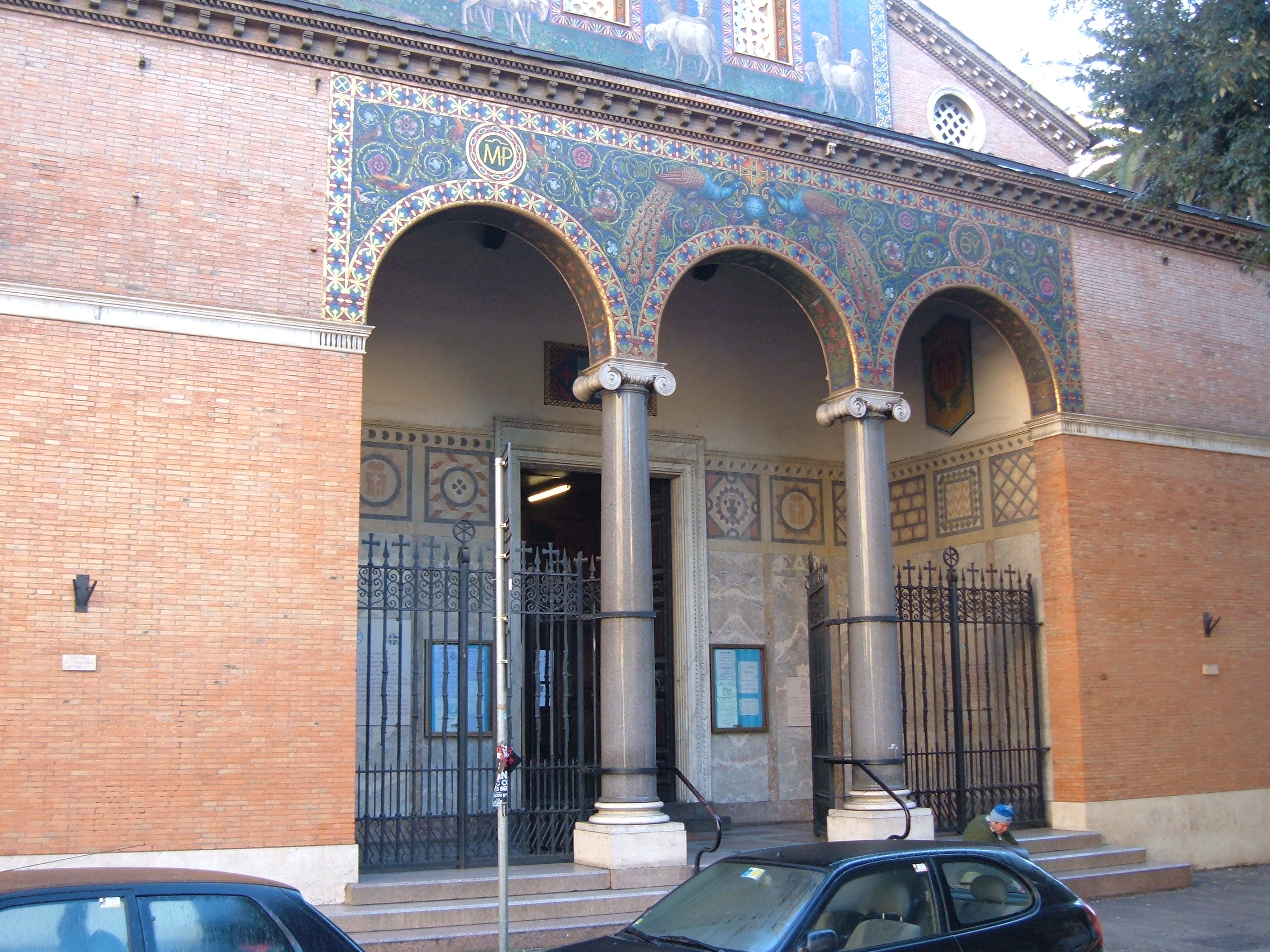
Portique d'entrée.
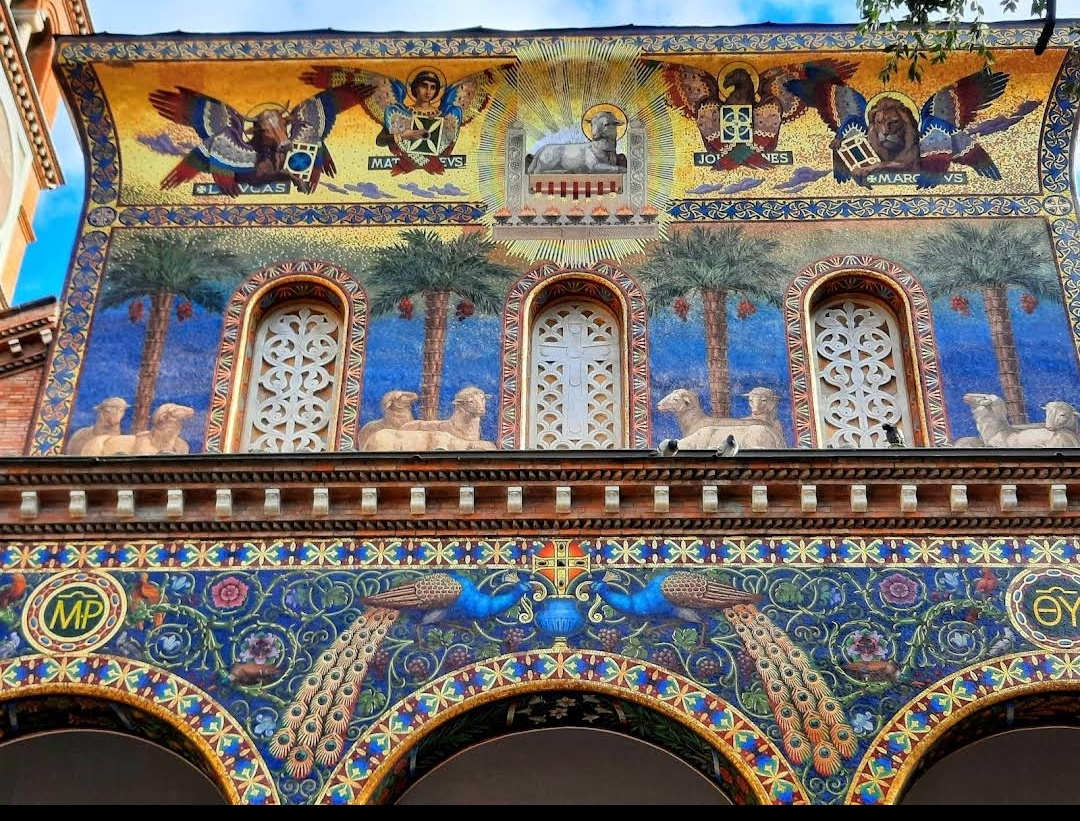
Mosaïques du portail.
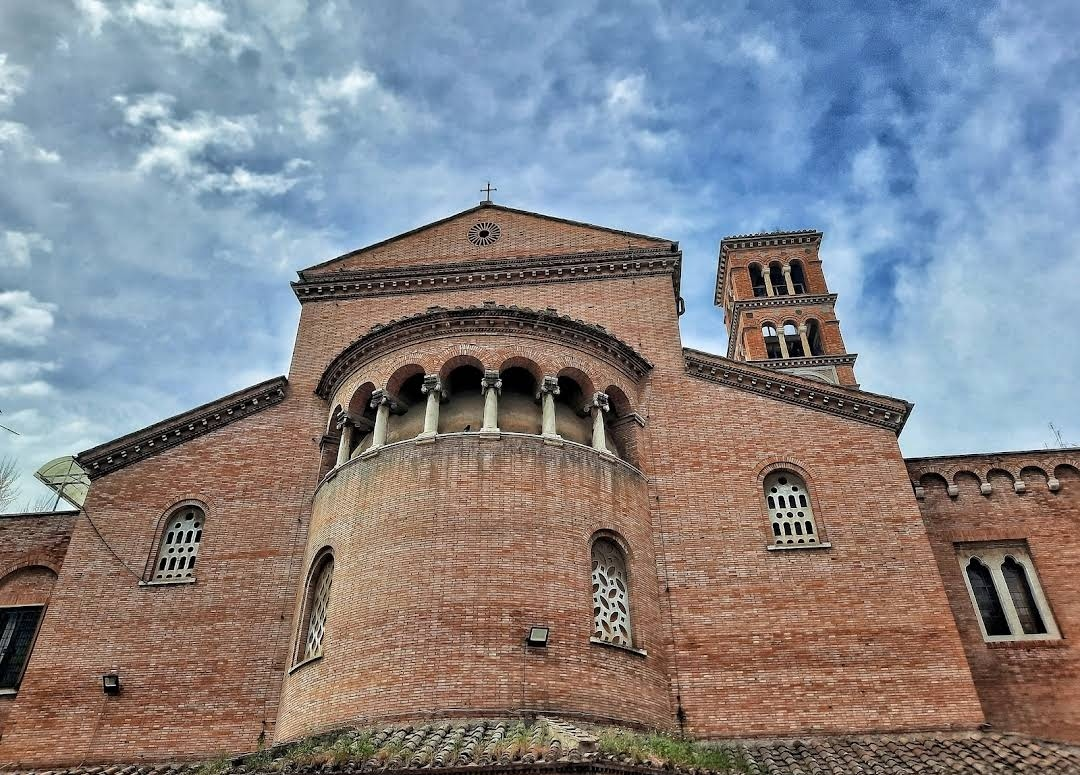
Vue extérieure de l'abside.
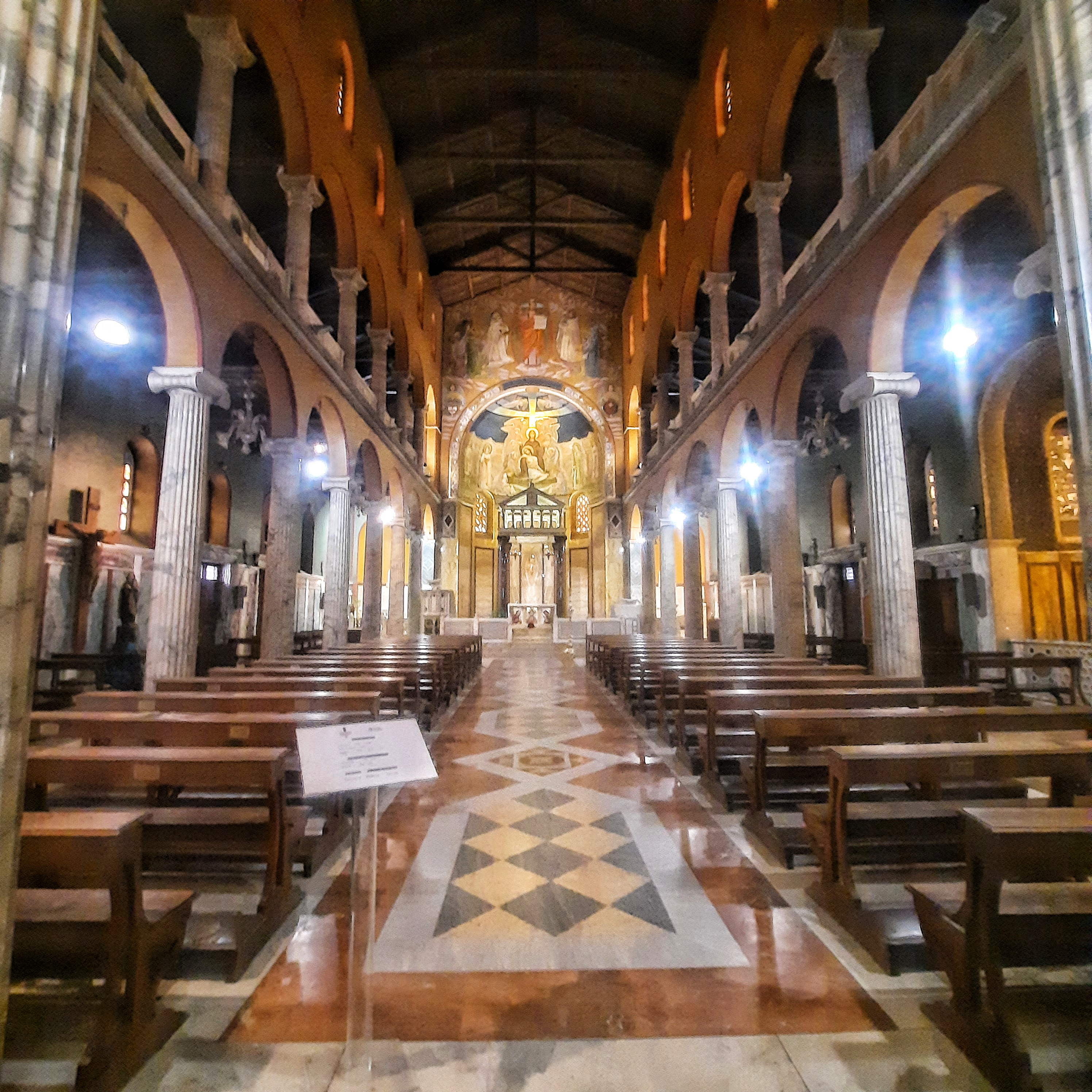
L'intérieur.
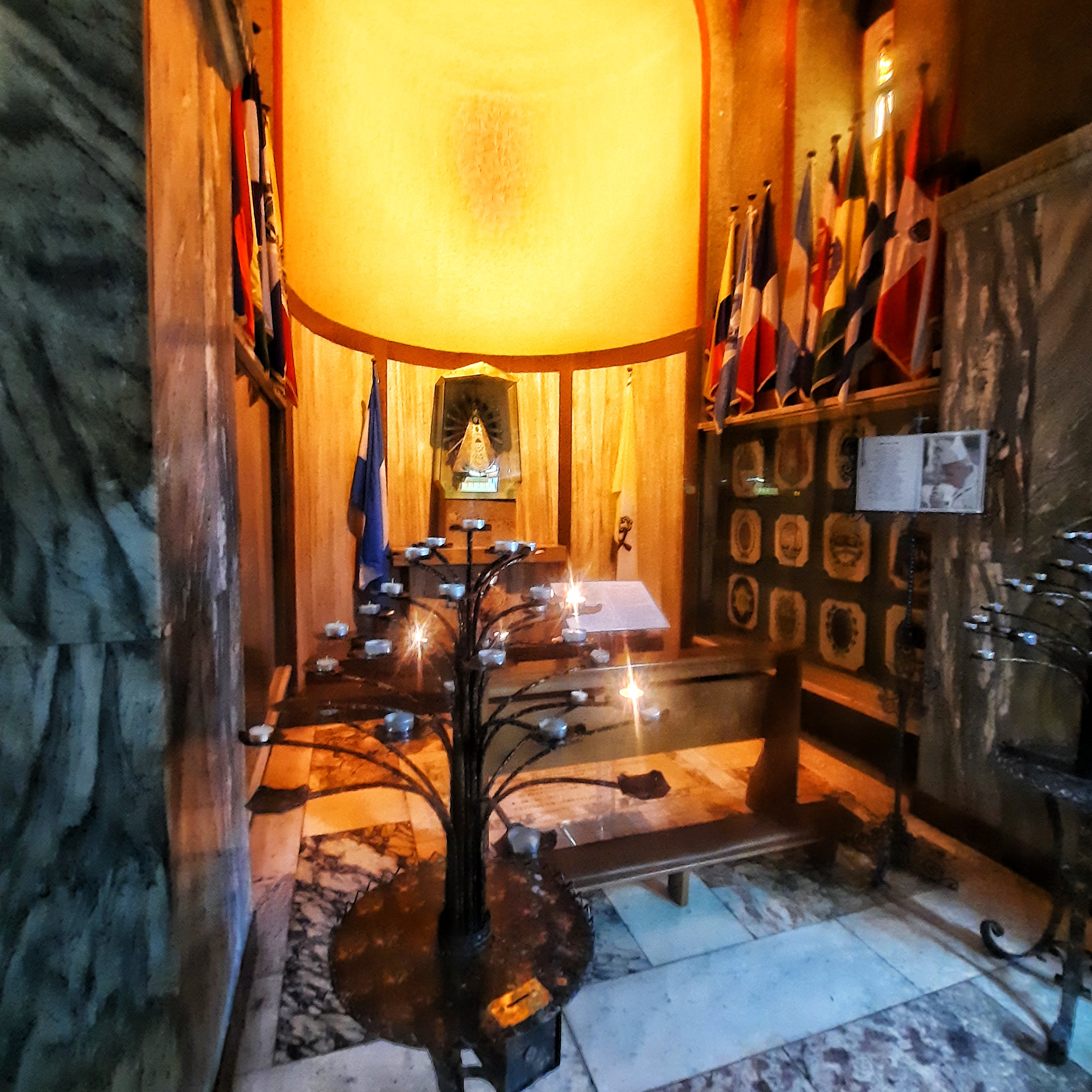
La chapelle Notre-Dame de Luján.

## Source
- (it) Cet article est partiellement ou en totalité issu de l’article de Wikipédia en italien intitulé « Chiesa di Santa Maria Addolorata a piazza Buenos Aires » (voir la liste des auteurs).